# Región de Kymenlaakso
 Kymenlaakso (en sueco: Kymmenedalen) es una de las 6 regiones de Finlandia Meridional. Limita geográficamente con Uusimaa, Päijänne Tavastia y Uusimaa Oriental.

## Municipios
Subregión de Kouvola:
- Kouvola

Subregión de Kotka-Hamina:
- Hamina (Fredrikshamn)
- Kotka
- Miehikkälä
- Pyhtää (Pyttis)
- Virolahti (Vederlax)